# 여 (춘추)
여(呂, 기원전 1100년경 ~ 기원전 600년경)나라는 주대, 춘추 시대에 걸쳐서 존재한 작은 제후국이다. 벼슬은 자작(子爵)이다. 노(潞)나라의 옆에 있다.

## 역사
여나라는 춘추 시대로 접어들면서 점점 이웃나라인 노나라에 압제를 받다가 멸망당했다.